# Asturijci
Ne zamenjujte z narodom: Asturijci (keltski narod)!
Asturijci ali Asturci (špansko Asturianos asturijsko Asturianes) so prebivalci severnošpanske dežele Asturije, ki so povezani z asturijsko kulturo (glasbo, kuhinjo, šegami, jezikom ipd.). Asturija ima milijon prebivalcev, vendar približno polovica prebivalstva govori običajen jezik dežele asturijščino ali bable (100 tisoč maternih govorcev in 400 tisoč kot drugi jezik, ostali govorijo kastiljsko španščino), ki je različica asturleonščine, ki jo govorijo še v drugih španskih deželah in na Portugalskem.

## Zgodovina
V antiki so naseljevali keltski Asturci današnjo Asturijo, ki so jih podjarmili Rimljani. Nato se je ljudstvo romaniziralo in prevzelo ljudsko (vulgarno) latinščino, iz katere se je izoblikovala današnja asturleonščina. V današnji asturijščini je možno zaslediti keltske substrate.
Asturijci so večinoma rimokatoliške vere (65%), vendar le je 25% rednih obiskovalcev obredov.
Asturijsko so govorili še v začetku 18. stoletja visoki plemiči Asturije. Jezik je začel propadati od začetka 20. stoletja, ko je španska država (zlasti v Francovi diktaturi) prepovadovala rabo asturijščine rekoč, da je to »pokvarjeno« špansko narečje.
Kljub temu so največkrat tudi špansko govoreči Asturijci zelo zavestni in podpirajo asturijske avtonomne pravice ali razširitev avtonomije Asturije, torej se asturijska zavest ne omejuje le na rabo asturijskega jezika. Pravni akt o avtonomiji Asturije omogoča, da avtonomna skupnost lahko nastopa za Asturijce v inozemstvu, tudi španska država lahko skleni sporazume s tujimi državami, kjer živijo izseljeni Asturijci, da jim omogočajo posebne možnosti ali prednosti.
Večje asturijske skupnosti živijo v Ameriki (Mehika, Argentina, Kuba, ZDA, Portoriko) in v nekaterih državah Evropske zveze (Belgija, Francija, Nemčija).
Ljudstvo Asturije znatno podpira misli, načela in cilje asturijskega nacionalizma ali asturijanizma (asturijsko asturianismu, špansko asturianismo), vendar je to bolj družbeno gibanje. Seveda želijo, da država prizna Asturijce kot poseben narod, tudi, da lahko bo asturijščina souradni jezik v deželi poleg kastiljske španščine, vendar podpiralci bi se zadovolili s čim širšimi avtonomijskimi pravicami. Neznatno je število tistih, ki hočejo samostojnost Asturije od Španije, čeprav je bila v 80. 20. stoletja teroristična skupnost Andecha Obrera, ki je hotela z nasilnimi dejanji doseči osamosvojitev Asturije.

## Znani Asturijci
- Fernando Alonso, dirkač Formule 1
- Leticija, kraljica Španije
- Hevia, gajdar
- Severo Ochoa, fizik, biokemik, nobelovec
- Luis Walter Alvarez, fizik, nobelovec
- Andrés Manuel López Obrador, predsednik Mehike (2018-2024)
- Cristina Fernández de Kirchner, predsednica Argentine (2007-2015)
- Gaspar Melchor de Jovellanos, filozof, akademik, razsvetljenec